# Laura Nucci
Pour les articles homonymes, voir Nucci.
Laura Nucci, nom de scène de Maria Laura Lodovici, née le 26 février 1913 à Carrare dans la région de la Toscane et morte le 10 janvier 1994 à Rome dans la région du Latium, est une actrice italienne. Elle a été l'une des stars du cinéma italien de l’ère fasciste. Elle a utilisé au cours de sa carrière le pseudonyme de Laureen Nuyen.

## Biographie
Maria Laura Lodovici naît à Carrare en 1913. Elle est la sœur du réalisateur italien Carlo Lodovici. Après avoir remporté un concours de beauté à l'âge de seize ans, elle débute comme actrice au cinéma en 1930 dans le film muet La leggenda di Wally de Gian Orlando Vassallo (it) avec l'actrice Linda Pini (it) en vedette principale. Elle joue ensuite dans le film historique Palio d'Alessandro Blasetti qui se déroule pendant le Palio de Sienne à l'époque du Moyen Âge.
Elle poursuit sa collaboration avec Blasetti sur plusieurs productions au cours des années 1930. Elle joue également dans les comédies Un cattivo soggetto et Non son gelosa de Carlo Ludovico Bragaglia. Elle devient l'une des stars du cinéma italien de l’ère fasciste. En 1937, elle participe notamment au film historique La Grande Révolte (Condottieri) de Luis Trenker consacré à Jean des Bandes Noires et qui est l'un des principaux films de propagande de cette période.
En 1939, elle joue dans le drame Piccolo hotel de Piero Ballerini aux côtés d'Andrea Checchi, d'Emma Gramatica et de Mino Doro. Elle participe également à plusieurs comédies, comme Diamanti de Corrado D'Errico ou Arriviamo noi! d'Amleto Palermi.
En 1942, elle joue dans le film d'aventures Fra Diavolo de Luigi Zampa consacré à Fra Diavolo, l'un des chefs insurgés napolitains luttant contre l'armée de Napoléon. En 1943, elle participe au film historique Rita da Cascia d'Antonio Leonviola consacré à la religieuse Rita de Cascia. Pendant l'occupation allemande de Rome en 1943-1944, elle a une relation avec le capitaine allemand Erich Priebke.
Après la chute du régime fasciste, elle se retire pendant quelques années, avant de faire un retour au cours des années 1950. Elle apparaît notamment dans le drame historique Le Destin d'une mère (Ripudiata) de Giorgio Walter Chili. En 1957, elle joue dans la mini-série italienne Orgoglio e Pregiudizio de Daniele D'Anza. Elle retrouve Chili dans un autre drame historique, le film Seule contre Borgia (Caterina Sforza, la Leonessa di Romagna) ou elle joue le rôle de Lucrèce Landriani.
Durant les années 1960, 1970 et 1980, elle tourne principalement dans des péplums, des comédies légères et des gialli. En 1967, elle prend part au drame policier À chacun son dû (A ciascuno il suo) d'Elio Petri. Dans le thriller Terreur sur la lagune (Solamente nero) d'Antonio Bido, elle joue le rôle de la belle-mère de Stefania Casini. Dans la série télévisée L'Odyssée de Franco Rossi, elle joue un petit rôle, celui de la mère d'Antinoo. En 1982, elle joue dans le premier film de Gianni Amelio, Colpire al cuore. Elle apparaît pour la dernière fois au cinéma en 1989 dans le film Fratelli d'Italia de Neri Parenti.
Elle meurt à Rome en 1994 à l'âge de 80 ans.

## Filmographie

### Au cinéma
- 1930 : La leggenda di Wally de Gian Orlando Vassallo (it)
- 1932 : Le Palio de Sienne (Palio) d'Alessandro Blasetti
- 1933 : Un cattivo soggetto de Carlo Ludovico Bragaglia
- 1933 : Non son gelosa de Carlo Ludovico Bragaglia
- 1934 : L'impiegata di papà d'Alessandro Blasetti
- 1934 : 1860 de Alessandro Blasetti
- 1934 : Luci sommerse d'Adelqui Migliar
- 1935 : Freccia d'oro de Piero Ballerini et Corrado D'Errico
- 1935 : Cléo, robes et manteaux de Nunzio Malasomma
- 1936 : La danza delle lancette de Mario Baffico
- 1936 : Ballerine de Gustav Machaty
- 1936 : Un bacio a fior d'acqua de Giuseppe Guarino
- 1937 : La Grande Révolte (Condottieri) de Luis Trenker
- 1938 : L'ultimo scugnizzo de Gennaro Righelli
- 1938 : Il suo destino d'Enrico Guazzoni
- 1939 : Eravamo sette vedove de Mario Mattoli
- 1939 : La voce senza volto de Gennaro Righelli
- 1939 : Belle o brutte si sposan tutte... de Carlo Ludovico Bragaglia
- 1939 : Diamanti de Corrado D'Errico
- 1939 : Il cavaliere di San Marco de Gennaro Righelli
- 1939 : Il barone di Corbò de Gennaro Righelli
- 1939 : Piccolo hotel de Piero Ballerini
- 1939 : La mia canzone al vento de Guido Brignone
- 1940 : Cantate con me! de Guido Brignone
- 1941 : Complot à Florence (Giuliano de' Medici) de Ladislas Vajda
- 1941 : Amours impériales (Amore imperiale) de Alessandro Wolkoff
- 1942 : Arriviamo noi! d'Amleto Palermi
- 1942 : La signorina de László Kiss
- 1942 : Fra' Diavolo de Luigi Zampa
- 1943 : Rita da Cascia d'Antonio Leonviola : Jacoviella
- 1954 : Le Destin d'une mère (Ripudiata) de Giorgio Walter Chili
- 1954 : Camilla de Luciano Emmer
- 1954 : Scuola elementare d'Alberto Lattuada
- 1955 : La Rivale d'Anton Giulio Majano
- 1956 : I calunniatori de Franco Cirino
- 1956 : Terreur sur Rome (Terrore sulla città) d'Anton Giulio Majano
- 1957 : La chiamavano Capinera... de Piero Regnoli
- 1959 : La cambiale de Camillo Mastrocinque
- 1959 : Esterina de Carlo Lizzani
- 1959 : Seule contre les Borgia (Caterina Sforza, la Leonessa di Romagna) de Giorgio Walter Chili
- 1960 : Les Plaisirs du samedi soir (I piaceri del sabato notte) de Daniele D'Anza
- 1961 : I fratelli còrsi d'Anton Giulio Majano
- 1962 : Letto di sabbia d'Albino Principe (it)
- 1962 : Un alibi per morire de Roberto Bianchi Montero
- 1962 : Une dame aux camélias (La Belle Lola) d'Alfonso Balcázar
- 1962 : De l'or pour César (Oro per i Cesari) de Sabatino Ciuffini et André de Toth
- 1963 : L'Aventurier magnifique de Nick Nostro
- 1963 : Oro per i Cesari de Riccardo Freda
- 1964 : Marchands d'esclaves (Anthar l'invincibile) d'Anthony Dawson
- 1964 : La Sorcière sanglante (I Lunghi capelli della morte) de Anthony Dawson
- 1965 : Le sedicenni de Luigi Petrini
- 1966 : Ramon le Mexicain (Ramon il messicano) de Maurizio Pradeaux : Mme Baxter
- 1967 : À chacun son dû (A ciascuno il suo) d'Elio Petri
- 1968 : Le Diable sous l'oreiller (Un diablo bajo la almohada) de José María Forqué
- 1978 : Terreur sur la lagune (Solamente nero) d'Antonio Bido
- 1979 : La Petite Sœur du diable (Suor Omicidi) de Giulio Berruti
- 1981 : Ricomincio da tre de Massimo Troisi
- 1982 : Colpire al cuore de Gianni Amelio
- 1983 : Le Chevalier du monde perdu (Warrior of the Lost World) de David Worth
- 1989 : Fratelli d'Italia de Neri Parenti

### À la télévision

#### Séries télévisées
- 1957 : Orgoglio e Pregiudizio de Daniele D'Anza
- 1959 : Ottocento
- 1968 : L'Odyssée de Franco Rossi

#### Téléfilms
- 1961 : Racconti dell'Italia di ieri - L' alfiere nero de Carlo Lodovici
- 1985 : Baciami strega  de Duccio Tessari
- 1988 : E non se ne vogliono andare! de Giorgio Capitani